# Circonscription d'Adiya Kaka
La circonscription d'Adiya Kaka est une des 121 circonscriptions législatives de l'État fédéré des nations, nationalités et peuples du Sud, elle se situe dans la Zone Keffa. Sa représentante actuelle est Tsege Berhanou Gebremesqel.